# BCD Travel
BCD Travel er et globalt erhvervsrejsebureau. Selskabet var i 2019 repræsenteret i mere end 100 lande, og har hovedsæde i den hollandske by Utrecht. BCD Travel er en del af BCD Group.